# Leptopelis zebra
Leptopelis zebra (лат.) — вид амфибий из семейства пискуний.

## Описание
Взрослые самцы имеют длину 29—38 мм, а самки — 45 мм. Угол глазной щели округлый и нечёткий. На спине есть тёмные полосы. Размножение происходит в стоячей воду и болотах; яйца откладываются недалеко от воды. Самец зазывает самку низким медленным звуком «хон»; он также может издавать гнусавый низкий звук «кнок».

## Ареал
Зебровая древесница встречается в тропических лесах Центральной Африки. Представители данного вида в основном обитают на юге Камеруна, в низовьях реки Санага, также встречаются в Габоне и Экваториальной Гвинее.

### Угроза исчезновения
Виду может угрожать опасность из-за лесозаготовок и сельскохозяйственной деятельности, вредящей его среде обитания. У особей, обитающих в Хрустальных горах и национальном парке Ивиндо, не выявлен грибок Batrachochytrium dendrobatidis.